# Preussia kansensis
Preussia kansensis är en svampart som först beskrevs av Griffiths, och fick sitt nu gällande namn av Guarro 1997. Preussia kansensis ingår i släktet Preussia och familjen Sporormiaceae.   Inga underarter finns listade i Catalogue of Life.